# Daouda Karaboué
Daouda Karaboué (Abidjan, 1975. december 11. –) elefántcsontparti születésű francia olimpiai, világ- és Európa-bajnok kézilabdakapus.

## Pályafutása
Az Elefántcsontparton született Karaboué szülei elváltak, ő édesapjánál maradt, akivel 1984-ben Franciaországba költözött, és ott kezdett kézilabdázni az alacsonyabb osztályban szereplő Mandelieu HB utánpótláscsapataiban. 1993-ban igazolt a francia élvonalban előző évben feljutott, 5. helyezett Montpellier HB-hoz. Első ott töltött idényében bronzérmes lett a bajnokságban, ezután vált a csapata Franciaország meghatározó kézilabda klubjává. Hét ott töltött szezonjában négy bajnoki címet nyert. 2000-ben igazolt a német élvonalba frissen feljutott VfL Hameln csapatához. Első szezonjában 15. helyen végzett a bajnokságban, az ezt követőben pedig kiesőhelyen zárt az akkor már komoly pénzügyi nehézségekkel küzdő csapat. 2002-ben igazolt két évre a svájci bajnokságban szereplő Grasshoppers Zürich-hez, eközben a francia állampolgárságot is megkapta 2004-ben tért vissza korábbi sikerei helyszínére, a Montpellier HB-ban újabb hat évet töltött, ezalatt öt bajnoki címet szerzett.
2000-ben megkapta a francia állampolgárságot, de mivel akkoriban alacsonyabban jegyzett csapatokban játszott, 2004-ig kellett várnia, míg bemutatkozhatott a válogatottban is. Első világversenyén a 2005-ös világbajnokságon bronzérmes lett, ezután vált a válogatott stabil második számú kapusává Thierry Omeyer mögött. Pályafutása során két-két olimpiát, világbajnokságot és Európa-bajnokságot nyert, valamint szerzett egy-egy bronzérmet világbajnokságon és Európa-bajnokságon is. A válogatottól a 2013-as világbajnokság után búcsúzott.
2015 októbere óta a francia bajnokságban szereplő Pays d’Aix UC kapusedzője.

## Sikerei, díjai
- Olimpiai győztes: 2008, 2012
- Világbajnokság győztese: 2009, 2011
  - bronzérmes: 2005
- Európa-bajnokság győztese: 2006, 2010
  - bronzérmes: 2008
- Francia bajnokság győztese: 1995, 1998, 1999, 2000, 2005, 2006, 2008, 2009, 2010
- Francia kupagyőztes: 1999, 2000, 2005, 2006, 2008, 2009, 2010